# 科斯泰爾
科斯泰爾是斯洛維尼亞東南部科斯泰爾自治市下轄的一個村鎮。該鎮位於庫帕河左岸，靠近克羅埃西亞國境。該地在傳統區劃上屬於下卡尼奧拉，現在屬於斯洛維尼亞東南統計區。

## 外部連結
- Kostel on Geopedia （页面存档备份，存于）
- Kostel municipality site （页面存档备份，存于）